# Papyrus 92
Papyrus 92 (nach Gregory-Aland mit Sigel {\displaystyle {\mathfrak {P}}}92 bezeichnet) ist eine frühe griechische Abschrift des Neuen Testaments. Mittels Paläographie wurde sie auf das 3. Jahrhundert datiert.

## Beschreibung
Die Handschrift stammt aus dem ägyptischen Narmouthis, heute trägt der Ort den Namen Medinet Madi. Das Papyrusfragment des Epheserbriefs enthält nur die Verse 1,11-13.19-21. Ein weiterer Teil enthält die Verse 1,4-5.11-12. des 2. Thessalonicherbriefs. Es ist das früheste Fragment des 2 Thessalonicherbriefs.

## Text
Der griechische Text des Kodex repräsentiert den alexandrinischen Texttyp. Das ist textlich {\displaystyle {\mathfrak {P}}}46, Codex Sinaiticus, und Vaticanus nah.

## Aufbewahrungsort
Die Handschrift wird zurzeit im Ägyptischen Museum unter der Signatur P. Narmuthis 69.39a/229a in Kairo aufbewahrt.

## Abbildungen
- Bilder von {\displaystyle {\mathfrak {P}}}92